# 格林尼治街
格林尼治街（英語：Greenwich Street）是纽约曼哈頓的一條南北方向的街道。格林尼治街北起米特帕金區第九大道和岡瑟福街的路口，南至砲台公園。但格林尼治街並不是一條完整的街道，在維西街至自由街的部分被世界貿易中心遺址中斷。現在紐約市正對這一地區重新開放，格林尼治街將成為一座連通的街道。格林尼治街的街名由來於格林尼治村。

## 外部連結
- New York Songlines: Ninth Avenue with Greenwich Street （页面存档备份，存于）, a virtual walking tour
- Burrows, Edwin G. & Wallace, Mike. . New York: Oxford University Press. 1999. ISBN 0195116348.